# Iokaste
|  | For Jupiters måne, se Iokaste (måne) |
Iokaste, datter af den fornemme thebaner Menøkeos og dronning af Theben, er en af de tragiske ofre i det græske sagn om Ødipus fra den thebanske sagnkreds.
Hun var gift med kong Laios og med ham fik hun et drengebarn. Laios var blevet spået at han ville få en søn og at drengen ville dræbe ham, så forældrene besluttede med tungt hjerte at sætte drengen ud i ødemarken. En hyrde blev sat til dette hverv, men adlød ikke kongeparret så drengen overlevede og voksede op som kongesøn i Korinth. Drengen fik navnet Ødipus og ved skæbnens mellemkomst dræbte han uvidende sin far. Derefter kom han uden viden om sin brøde til Theben hvor han efter at have overvundet et frygteligt uhyre, sfinksen, fik kongemagten og enkedroningen til ægte. Således gik det til at Iokaste blev gift med sin egen søn og med ham fik hun sønnerne Polyneikes og Eteokles og døtrene Antigone og Ismene. Efter nogle år opstod en frygtelig pest i Theben og da Ødipus prøver at finde grunden kommer sandheden for en dag. Iokaste hænger sig og hendes sidste ord gælder Laios.
Iokaste er søster til Kreon der senere tog magten i Theben og som spiller en stor rolle i Sofokles' to tragedier Kong Ødipus og Antigone.